# Equilibrium (film)
Equilibrium este un film științifico-fantastic și de acțiune american din 2002 scris și regizat de Kurt Wimmer. În film joacă actorul Christian Bale (în rolul lui John Preston), Taye Diggs, Angus MacFadyen, Sean Pertwee, Emily Watson, David Hemmings și Sean Bean.

## Povestea
Acțiunea filmului se desfășoară în orașul-stat Libria, o societate distopică din viitor. După un al treilea război mondial care a devastat Pământul, se naște un nou stat fascist a cărui principală ideologie spune că emoția umană este cauza principală a conflictelor. Toate materialele care pot provoca emoții sunt interzise, iar infractorii (cei care au emoții) sunt persecutați fără milă. Materiale ilegale sunt evaluate CE-10 (de la Conținut Emoțional de risc maxim) (o trimitere la sistemul american de evaluare a filmelor MPAA ) și distruse prin incinerare imediată. Toți cetățenii de Libria sunt obligați să iși injecteze regulat o substanță de suprimare a emoțiilor, substanță numită Prozium. 
Libria este guvernată de către Consiliul Tetragrammaton, care este condus de un lider care nu apare în viața publică. Acest conducător este cunoscut sub numele de Tatăl (interpretat de Sean Pertwee). Tatăl nu interacționează cu nimeni din afara consiliului de guvernământ, dar el este omniprezent pe ecranele video gigant din Libria. Consiliul Tetragrammaton folosește poliția pentru a aplica legea. Cei mai puternici din forța de impunere a legii sunt Clericii Grammaton, care sunt instruiți într-o artă marțială mortală denumită Gun Kata. Clericii fac raiduri dese prin regiunile din afara orașului. Aceste regiuni sunt cunoscute sub numele de [Lumea de] Jos (the Nether). Clericii caută și localizează toate materiale care pot produce emoții, cum ar fi cărți, opere de artă sau muzică. Clericii urmăresc și execută pe toți oamenii care folosesc aceste materiale. În ciuda eforturilor lor, o mișcare de rezistență cunoscută sub numele de Rezistența (Underground) apare în Libria. 
John Preston este un războinic-preot și ofițer Grammaton. După ce uită accidental să ia o doză de Prozium, Preston începe să experimenteze emoții care-l fac să-și pună întrebări despre moralitatea faptelor proprii și îți temperează acțiunile sale. În tot acest timp încercă să nu fie prins că are emoții de către societatea în care trăiește. În cele din urmă el ajută o mișcare de rezistență folosind artele marțiale. John Preston stăpânea foarte bine artele marțiale deoarece era instruit de regimul sever pe care acum încearcă să-l doboare.

## Distribuție
- Christian Bale este John Preston
- Taye Diggs este Andrew Brandt
- Emily Watson este Mary O'Brien
- Sean Bean este Errol Partridge
- Angus Macfadyen este Viceconsulul DuPont
- William Fichtner este Jurgen
- Sean Pertwee este Tatăl
- David Hemmings este Proctor
- Emily Siewert este Lisa Preston
- Matthew Harbour este Robbie Preston
- Alexa Summer este Viviana Preston
- Maria Pia Calzone este soția lui Preston
- Dominic Purcell este Seamus
- Brian Conley este supraveghetorul din sala de lectură
- Kurt Wimmer este o victimă din rândul rebelilor

## Gun Kata

Tehnica Gun Kata

Gun Kata este o tehnică fictivă de arte marțiale folosită în acest film. Tehnica se bazează pe premisa că, având în vedere pozițiile participanților într-o bătălie cu pistoale, traiectoriile gloanțelor sunt statistic previzibile.

## Producția
Cele mai multe dintre scene au fost filmate în Berlin, datorită amestecului neobișnuit de arhitectură fascistă și arhitectură modernă. Potrivit supervizorului de efecte vizuale Tim McGovern, care a lucrat alături de Kurt Wimmer, arhitectura fascistă a fost aleasă „pentru ca individualitățile să se simtă mici și nesemnificative, astfel încât guvernul să pară și mai puternic”.